# Tramway de Boulogne-sur-Mer
Le tramway de Boulogne-sur-Mer était un réseau de tramways urbains qui desservait la ville de Boulogne-sur-Mer, sous-préfecture du département du Pas-de-Calais, dans la région du Nord-Pas-de-Calais, de 1879 à 1951.
Par ailleurs, trois sociétés exploitaient des lignes interurbaines à voie métrique et électrifiée desservant la ville :
- La Société des tramways du Boulonnais, exploitant la ligne Boulogne (Casino) - Boulogne (centre) - Pont de Briques - Hardelot
- La Compagnie du tramway d'Aubengue à Wimereux

## Histoire

### Les tramways hippomobiles
À l'origine, un premier réseau de tramways à chevaux, à voie normale, est déclaré d'utilité publique le 24 avril 1877 et concédé à la Compagnie anglo-française de tramways pour 30 ans à compter de la date fixée pour l'achèvement des travaux, afin de faciliter le transport des passagers et des marchandises.
Le cahier des charges de la concession prévoyait la construction de quatre lignes :
1. « Du Coin-Menteur à l'établissement des bains. Cette ligne sera double sur les quais ; elle desservira l'établissement des bains et la plage est. À cet effet, une voie sera installée jusqu'à l'extrémité de la digue ou terrasse de l'établissement, en passant devant le bureau des bains et le bâtiment des annexes, pour y déposer ou y prendre le public ». ;
2. « Du Quai de la Douane, longeant le quai des Paquebots et desservant également le casino et la plage » ;
3. « Du Coin-Menteur à la gare du chemin de fer, par le pont Marguet, et desservant à la fois la gare aux voyageurs et la gare aux marchandises » ;
4. « De la gare à la place de Châtillon, en passant devant l'établissement des bains de Capécure, suivant les quais du bassin et les corderies, pour aboutir à Châtillon ».

La première ligne est mise en service le 28 juin 1879 entre le Coin-Menteur et le Casino.
Toutefois, la Compagnie anglo-française de tramways ne réalise que très partiellement le projet, puisqu'elle ne met en service que deux lignes, partant du Corps de garde de la Grande-rue (place Dalton), l'une vers le casino, au nord, l'autre vers les abattoirs, au sud. La compagnie ne peut rentabiliser son activité sur un réseau aussi réduit, et est déclarée en faillite le 21 mars 1881.
L'exploitation est reprise par la Compagnie générale des railways à voie étroite, une société créée par le Baron Empain, aux termes d'un acte notarié le 23 juillet 1881.

### La constitution du réseau de tramways électriques

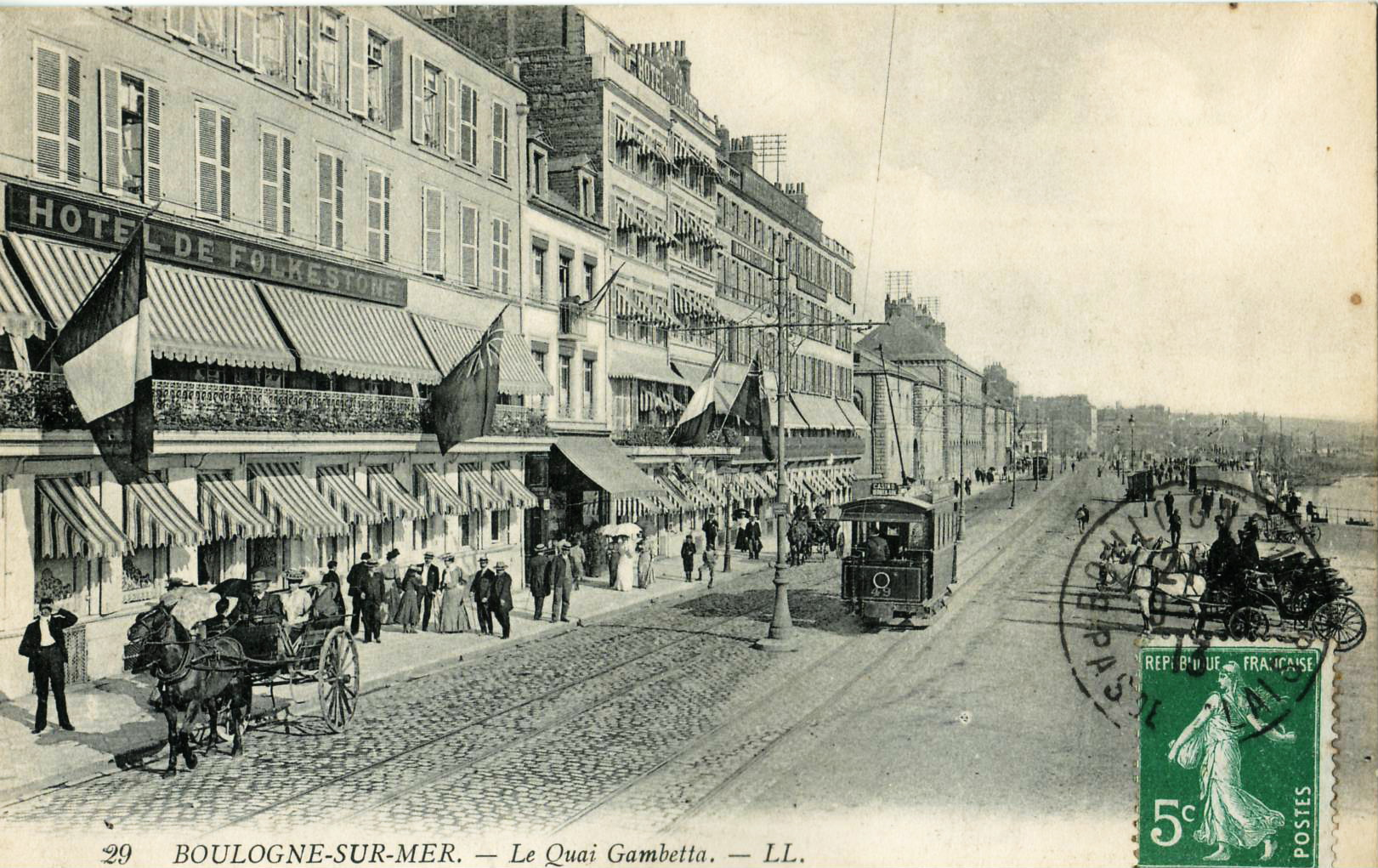
Motrice 49 sur la ligne 1, quai Gambetta

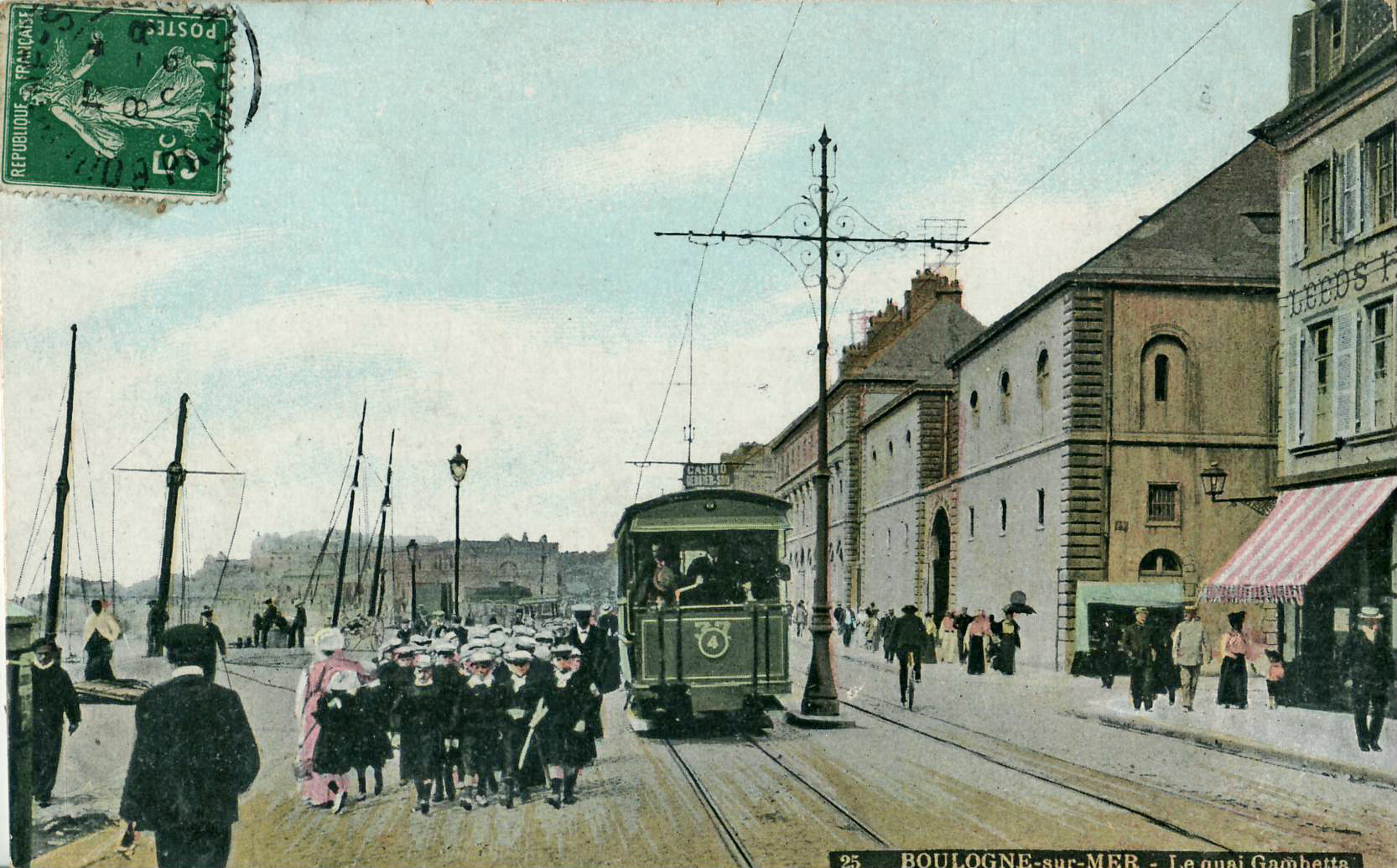
Motrice 37 sur la ligne 4, toujours quai Gambetta

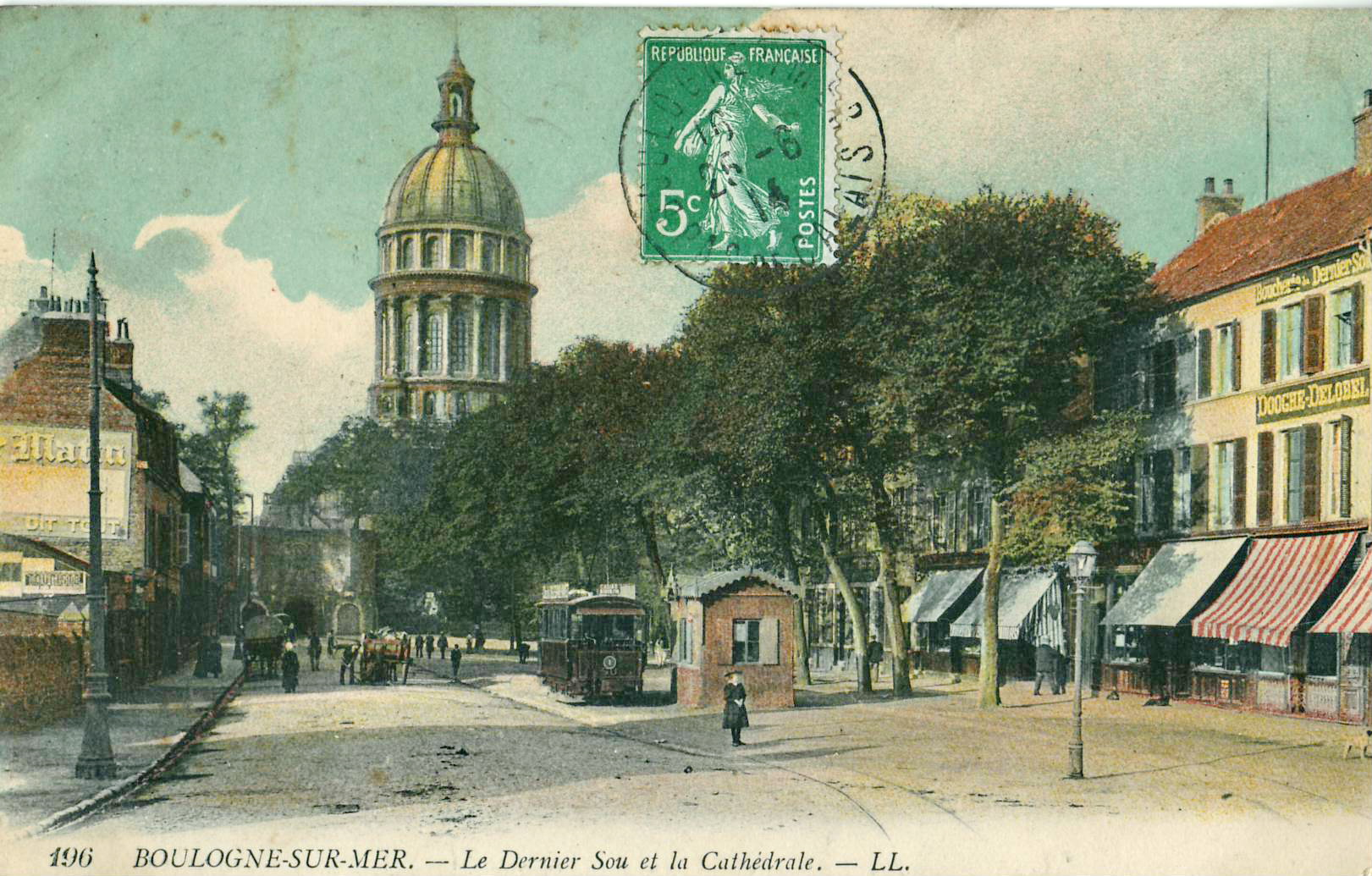
Tramway de la ligne 5 au terminus du Dernier-Sou

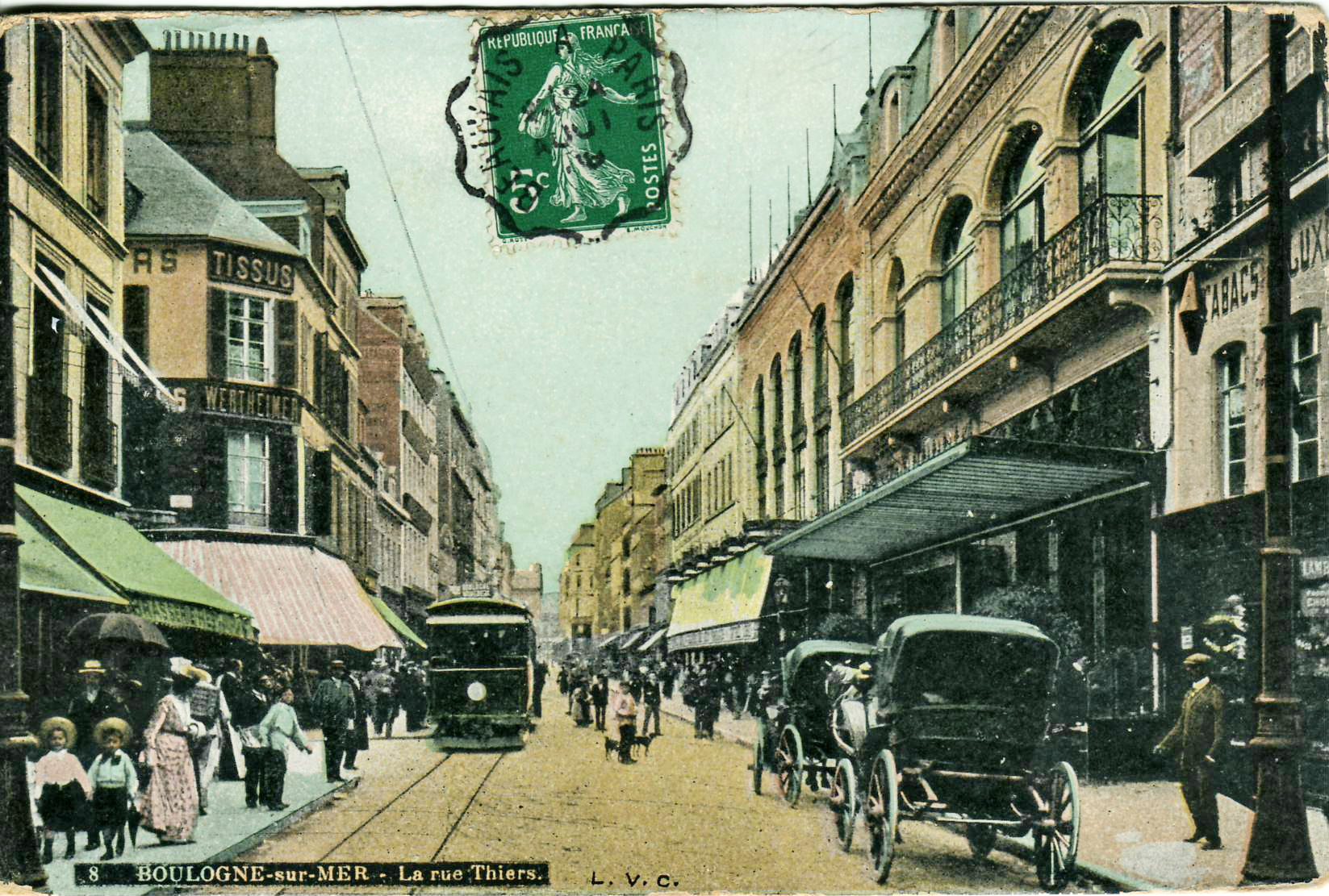
Tramway, rue Thiers

Une nouvelle concession est accordée à la Société anonyme des Tramways de Boulogne-sur-Mer (qui prendra ultérieurement la dénomination de Société des tramways électriques de Boulogne-sur-Mer ou TEB) par décret du 10 octobre 1896.
Cette société, également créé par le baron Empain et dont le siège est alors 8 rue Auber à Paris, reprend les droits de l'ancien concessionnaire.
Elle s'engage à transformer les voies du réseau à l'écartement métrique, et aménager les lignes créées par la nouvelle concession à ses frais, moyennant une garantie de recettes accordée par la ville. La concession devait prendre fin le 1er janvier 1956.
Ce nouveau réseau, destiné uniquement au transport des voyageurs, devait être constitué des lignes suivantes (selon la toponymie de l'époque):
1. - Ligne dite « du Corps-de-Garde de la Grande-Rue (place Dalton) au Casino (entrée principale) » : Grande-Rue (route nationale no 1), rues Thiers, de la Coupe, Victor-Hugo, quai Gambetta, boulevard Sainte-Beuve ;
2. - Ligne dite du « Corps-de-garde de la Grande-Rue à l'Abattoir » (arrêt de la ligne Portel-Bonningues) : Grande-Rue, rues Nationale et de Bréquerecque (route nationale no 1)
3. - Ligne dite « du Corps-de-Garde de la Grande-Rue à Châtillon » (arrêt de la ligne Portel-Bonningues) : Grande-Rue (Route nationale 1), rue de la Lampe, pont de la Liane, quais Thurot et du Bassin, boulevard de Châtillon ;
4. - Ligne dite « du Corps-de-Garde de la Grande Rue au pied du Mont-Neuf d'Outreau » (carrefour) : Grande Rue (Route nationale 1), rue de la Lampe, pont de la Liane, quai Thurot, rues du Moulin-à-Vapeur, de la Gare et Damrémont ;
5. - Ligne dite « du Corps-de-Garde de la Grande-Rue au Dernier-Sou » (origine de la Route nationale 42) : Grande-Rue (Route nationale 1) boulevard Mariette, rue de la Porte-Neuve (route nationale no 1),

Deux lignes de tramways sont ultérieurement déclarées d'utilité publique, le 8 octobre 1901, de Boulogne à Wimereux et de Boulogne à Saint-Martin, sur les itinéraires suivants :
6. - Ligne dite « du Corps-de-Garde, de la Grande-Rue à Wimereux (église) ». Elle prolonge la ligne 5 et emprunte le boulevard Sainte-Beuve et le chemin de grande communication no 119 ;
7. - Ligne dite « du Corps-de-Garde, de la Grande-Rue à Saint-Martin-Boulogne (gare du chemin de fer Portel-Bonningues) » : Grande-Rue (Route nationale 1), boulevard Mariette, rue de la Porte-Neuve (Route nationale 1) et route nationale no 42)
Les TEB exploitent en affermage deux autres lignes :
- le Chemin de fer de Boulogne-sur-Mer au Portel à partir de 1900, fusionné avec la ligne de Châtillon[4],
- la ligne de la Société des tramways du Boulonnais vers Pont-de-Briques et Hardelot[11].

### LaPremière Guerre mondialeet l'Entre-deux-guerres
Les difficultés économiques de l'Entre-deux-guerres amènent la Ville à intervenir financièrement l'exploitant.
Les TEB intègrent dans leur réseau la ligne Boulogne (Casino) - Boulogne (centre) - Pont de Briques de la Société des tramways du Boulonnais et la fusionnent avec la ligne de Brecquerecque, en partie parallèle.
La ligne du Portel et celle de Wimereux sont abandonnées, trop concurrencées par le développement des autocars.

### LaSeconde Guerre mondialeet la fin du réseau
En 1939, l'activité du réseau est suspendue par la mobilisation. Les bombardements de septembre 1940 firent d'importantes dégradations, mais le service reprit, en grande partie pour les besoins propres de l'occupant. Le service cessa en juin 1944, par suite des dégâts dus aux bombardements, et notamment celui du 16 juin 1944, qui détruisit le dépôt.
Après la Libération, la compagnie parvint à remettre en service la ligne du Pont-de-Brique, qui fut exploitée jusqu'en 1950, et celle de Saint-Martin-Boulogne, supprimée le 9 juillet 1951.

## Infrastructure

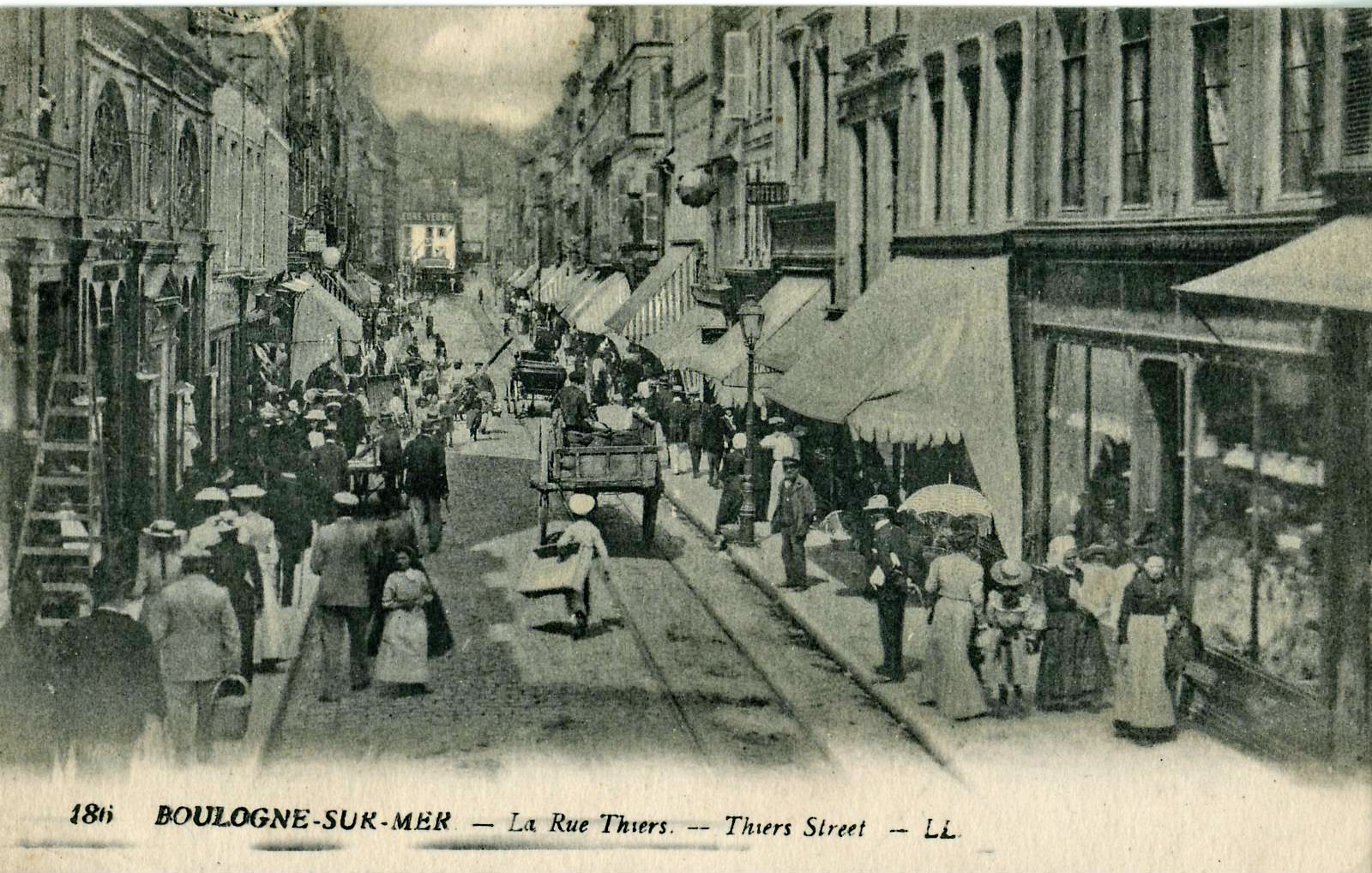
Voie unique des lignes 1 et 5 dans l'étroite rue Thiers

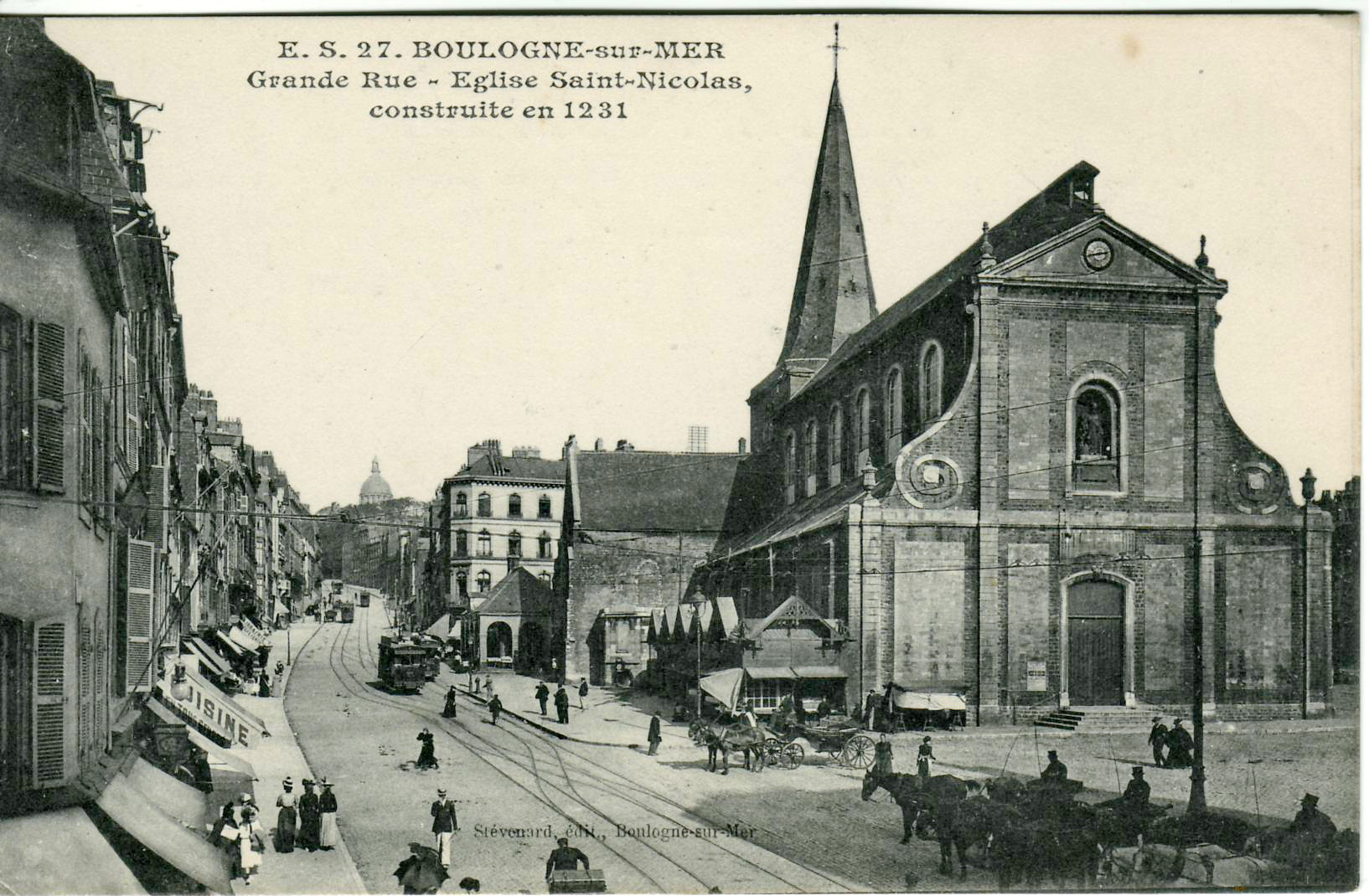
Les appareils de voie du cœur du réseau, la place Dalton

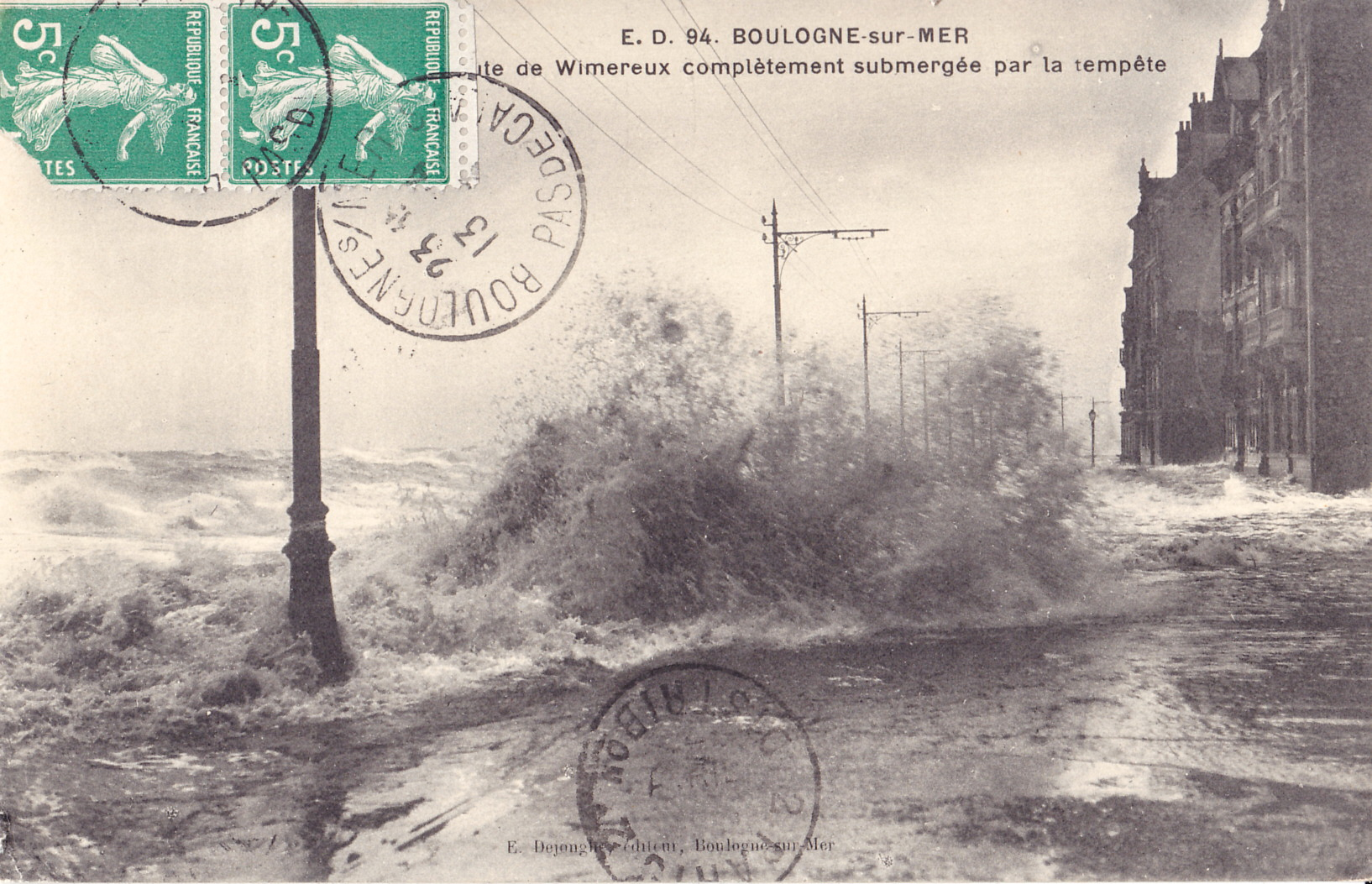
La ligne 5 longeait la mer, et le trafic devait être bien perturbé par mauvais temps.
On voit sur cette carte postale la voie du tramway submergée, lors d'une tempête

Le réseau des TEB atteignit, dans son plus grand développement, 20 km :
- Ligne no 1. — De la place Dalton au Casino, ouverture le 15 mars 1898
- Ligne no 2. — De la place Dalton à Bréquerecque (prolongée de la place Dalton au casino via la ligne 1) ;
- Ligne no 3. — De la place Dalton à Chatillon, (jonction avec la ligne du Portel)
- Ligne no 4. — De la place Dalton au pied du Mont-Neuf-d'Outreau,
- Ligne no 5. — De la place Dalton au Dernier-Sou,
- Ligne no 6. — De Boulogne à Wimereux, (prolongement de la ligne 1 depuis le Casino)
- Ligne no 7. — De Boulogne à Saint Martin, (prolongement de la ligne 5 depuis le Dernier-Sou)

Ces lignes seront raccordées entre elles, la place Dalton restant le centre du réseau.

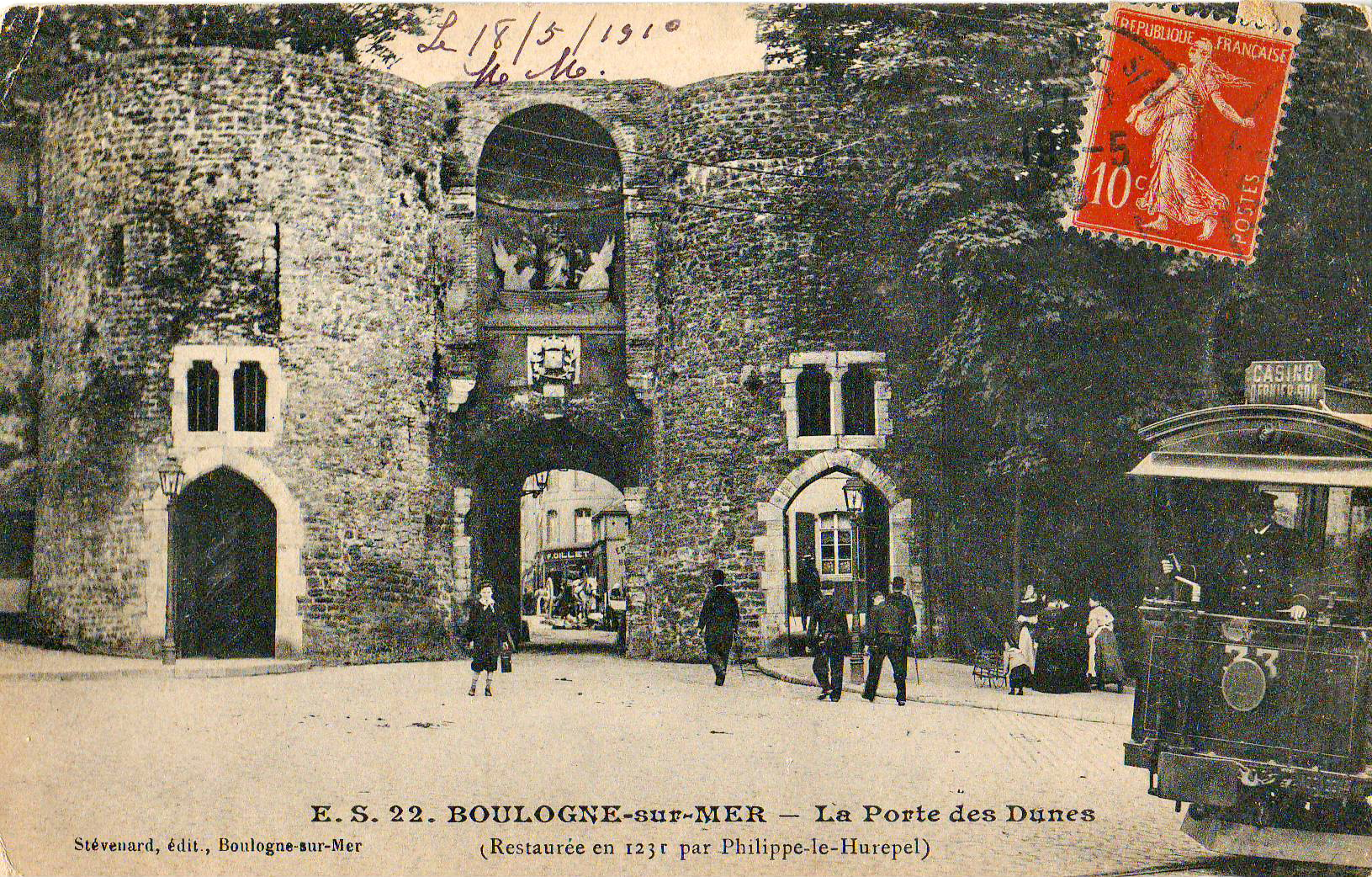
Tramway n°33 (avec plate-forme ouverte) devant la Porte des Dunes.
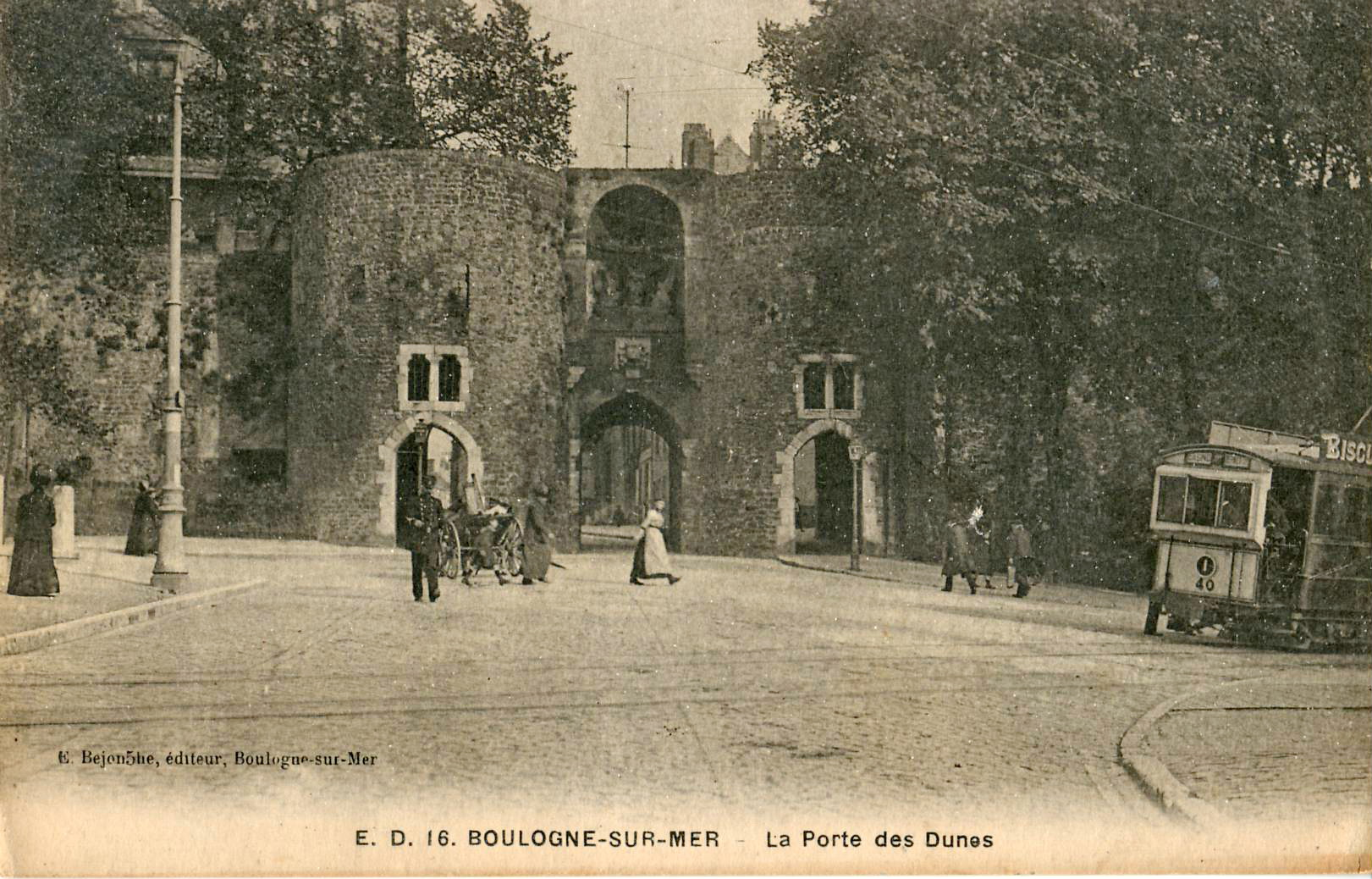
Quelques années plus tard, le tramway n°40 avec plate-forme fermée circule au même endroit.
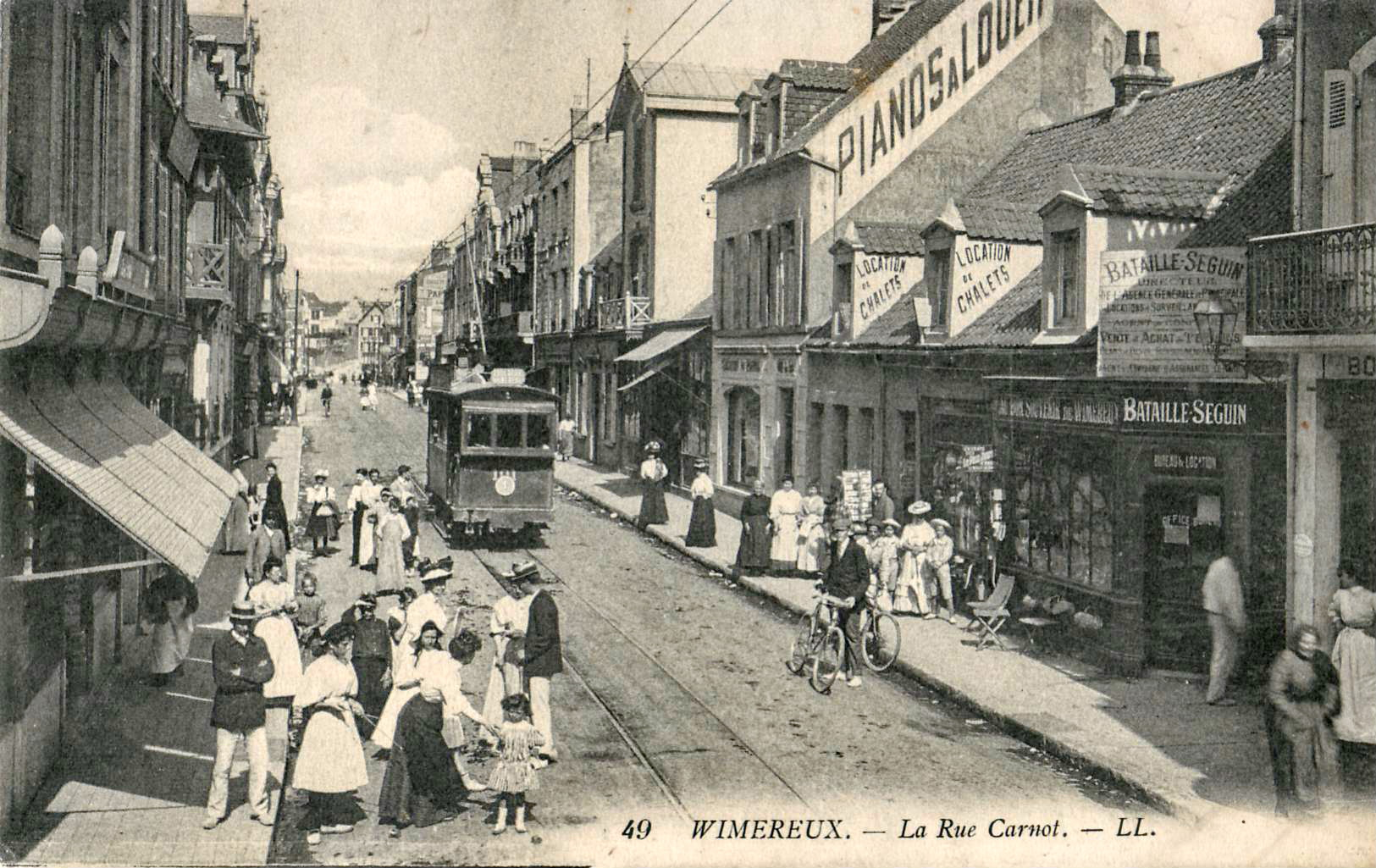
Tramway à Wimereux.
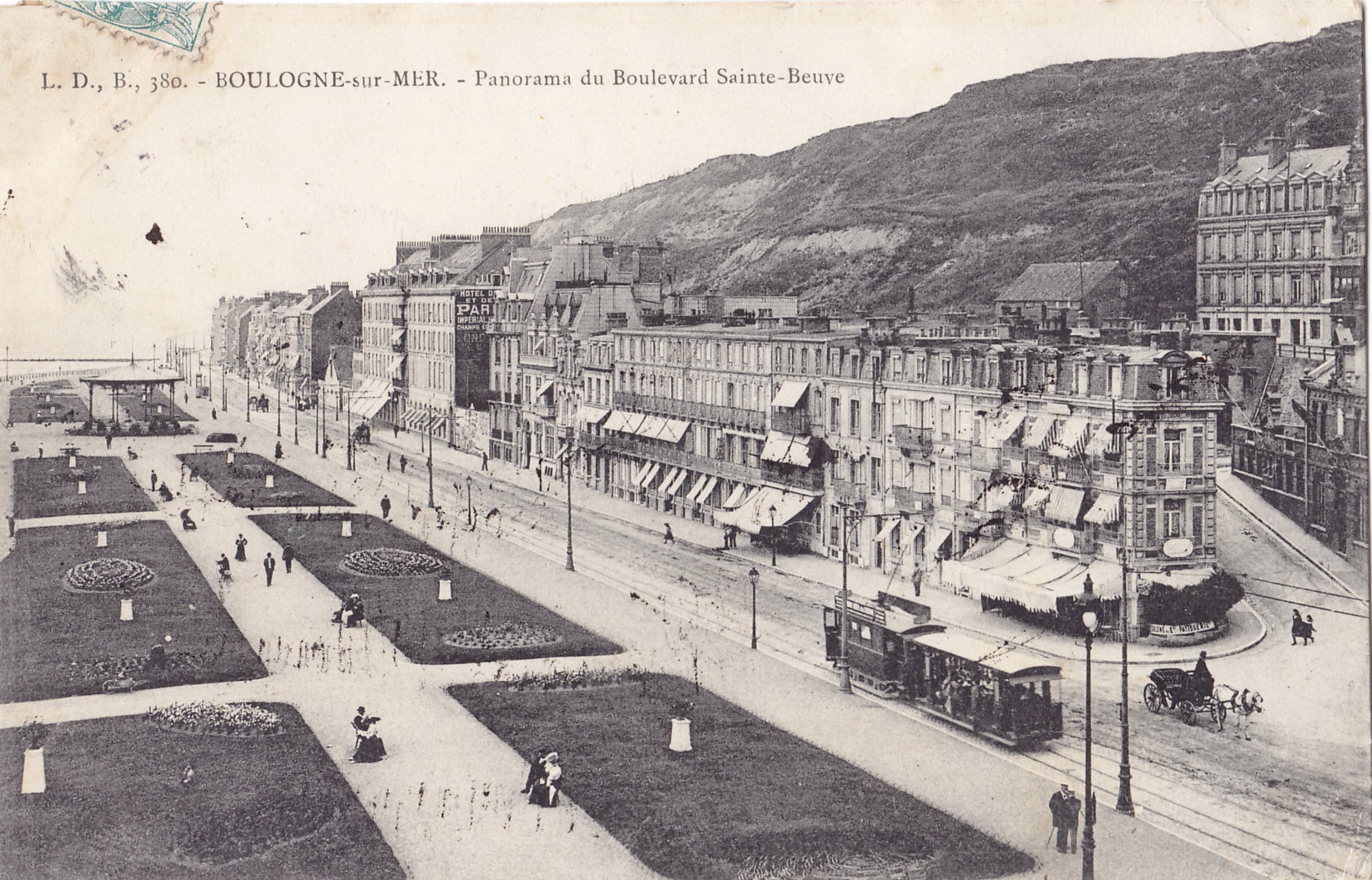
Sur le boulevard Sainte-Beuve.

## Exploitation par les TEB
Le cahier des charges de la concession de 1896 prévoyait que les lignes seraient desservies par un nombre minimum de dessertes journalières :
- Lignes no 1, 2 et 4 : Quatre allers-retours à l'heure, pendant : quatorze heures, du 15 mai au 15 octobre et, le reste de l'année, pendant onze heures ;
- Ligne no 5 : Cinq allers-retours à l'heure, pendant quatorze heures, du 15 mai au 15 octobre et, le reste de l'année, quatre allers-retours par heure pendant onze heures ;
- Ligne no 3 (de la place Dalton à Châtillon) : Trois allers-retours à l'heure, pendant : quatorze heures, du 15 mai au 15 octobre, et, le reste de l'année, pendant dix heures ;
- Ligne no 6 (de la place Dalton à Wimereux) : Douze allers-retours journaliers, du 15 mai au 15 octobre, et six le reste de l'année ;
- Ligne no 7 (de la place Dalton à Saint-Martin) : 24 allers-retours journaliers.

La compagnie avait la faculté de créer des services supplémentaires pour satisfaire aux besoins du public.

### Matériel roulant
Le cahier des charges de la concession de 1896 définissait pour le matériel des tramways électriques les caractéristiques suivantes :
- La largeur des véhicules se limite à 1,90 m., avec une hauteur n'excédant pas 3,20 m.
- Les rames ne pouvaient dépasser 30 mètres et cinq voitures, et leur vitesse était limitée à 15 km/h à Boulogne et 20 km/h en rase campagne[15].

L'effectif comptait quarante motrices et trente-six remorques.
À cela s'ajoutait le matériel roulant du chemin de fer de Boulogne au Portel, remis par les Chemins de fer économiques du Nord (CEN), aux TEB, comprenant 4 automotrices électriques et 6 voitures passagers (et une mixte passagers / bagages).